# ادریس‌آباد
ادریس آباد، روستایی است از توابع بخش جعفریه شهرستان قم در استان قم ایران.

## جمعیت
این روستا در دهستان جعفرآباد قرار دارد و براساس سرشماری مرکز آمار ایران در سال ۱۳۸۵، جمعیت آن زیر سه خانوار بوده‌است.